# Beta1 Capricorni
Beta1 Capricorni (Dabih, 9 Capricorni) é uma estrela múltipla na direção da Capricornus. Possui uma ascensão reta de 20h 21m 00.65s e uma declinação de −14° 46′ 53.0″. Sua magnitude aparente é igual a 3.05. Considerando sua distância de 344 anos-luz em relação à Terra, sua magnitude absoluta é igual a −2.07. Pertence à classe espectral A5:n.